# Nesquik

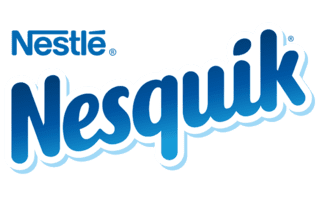
Logo.

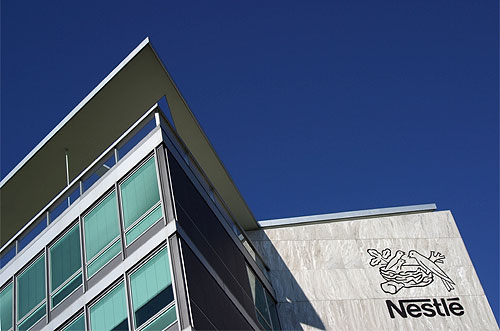
Sede en Vevey de Nestlé, compañía matriz de Nesquik.

Nesquik es una marca y un producto de la compañía Nestlé, consiste en cacao en polvo soluble en la leche, que fue desarrollado en los Estados Unidos en el año 1948, e introducido en el mercado como Nestlé Quik, siendo empleada la denominación Nesquik por primera vez en Europa en la década de 1950 y luego a nivel mundial en 1999.  En 1963, Nesquik llegó al mercado español. La finalidad del producto es cambiar el sabor de la leche para hacerlo más similar al del chocolate.

## Característica
Algunos de sus ingredientes son: cacao, canela, soja o sal, entre otros.
En los países en los que utilizaba el nombre Nestlé Quik (incluyendo Francia, Suecia, Estados Unidos, Australia, México y Colombia) se cambió la marca en 1999, para pasar a utilizar sólo la marca Nesquik como nombre a nivel mundial. Al mismo tiempo se introdujeron nuevos productos, como los cereales Nesquik, que al contacto con la leche disuelven el chocolate de los cereales dentro de la misma.

## Campañas publicitarias

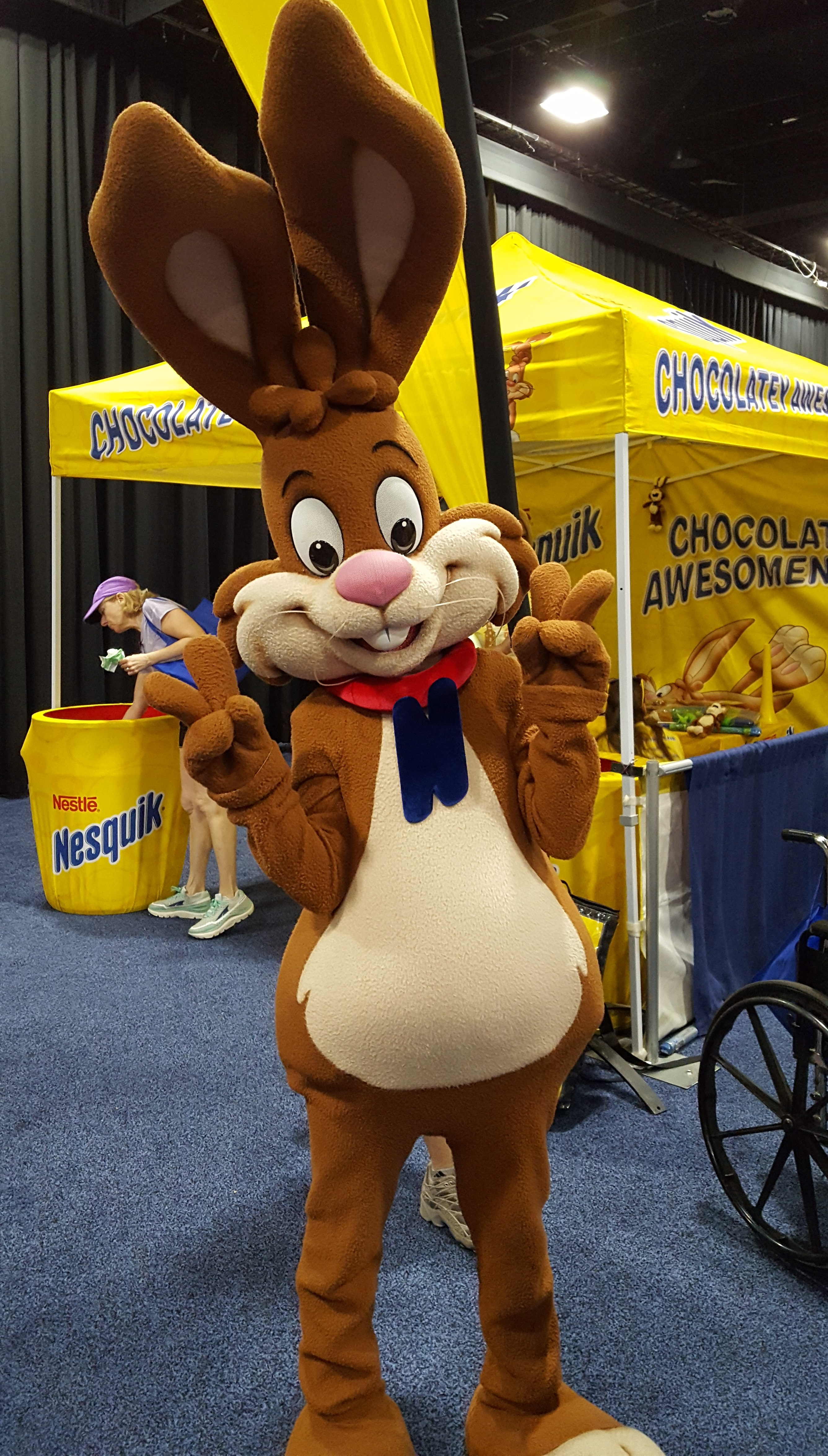
Conejo Quicky en el Expo

En 1955 Nestlé contrata al ventrílocuo Jimmy Nelson para publicitar el producto en la televisión para niños. el muñeco llamado Danny O'Day solía decir que el producto 'hacía que la leche tuviera sabor a millón de dólares'. Danny y un perro llamado Farfel acabarían cantando el jingle del producto.
En 1973 la estrategia publicitaria de la marca incorporaría el elemento por el cual resulta más reconocible hoy en día; un conejo antropomórfico animado llamado conejo Quik (también llamado Quicky), que más tarde sería denominado el conejo de Nesquik.

## Relevancia cultural y mediática
El conejo de Nesquik y el producto mismo han sido parodiados y referenciados en una serie de otros productos culturales, lo que da cuenta de su relevancia en la cultura popular.
- Aparece realizando actos sexuales en un episodio de La casa de los dibujos de MTV.
- Uno de los productos de la línea Nesquik es referenciado por Sheldon Cooper en la serie de televisión The Big Bang Theory como su líquido rosado preferido.
- En la película Wreck-It Ralph se hace una referencia a la marca en un signo de aviso sobre arenas movedizas ("Nesquik Sand", similar al vocablo inglés quicksand, que quiere decir arenas movedizas).

## Ley de etiquetado
El producto se vende en Argentina, Chile y México sin su personaje debido a que es un producto alto en azúcares.

## Tipos de nesquik
- Chocolate
- Fresa/Frutilla
- Vainilla
- Chirimoya alegre
- Nesquik noche
- Banano
- Mi primer nesquik
- Nesquik 40% dark chocolate
- Nesquik 70% dark chocolate
- Nesquik 100% dark chocolate
- Nesquik 0% azúcares